# Woodhouse (Alberta)
Pour les articles homonymes, voir Woodhouse.
Woodhouse est un hameau (hamlet) de Willow Creek No 26, situé dans la province canadienne d'Alberta.